# Sian Brice
Sian Helen Brice (Leigh, 2 de abril de 1969) es una deportista británica que compitió en triatlón. Ganó una medalla de bronce en el Campeonato Europeo de Triatlón de 1999.

## Palmarés internacional
| Campeonato Europeo | Campeonato Europeo | Campeonato Europeo | Campeonato Europeo |
| Año                | Lugar              | Medalla            | Prueba             |
| ------------------ | ------------------ | ------------------ | ------------------ |
| 1999               | Funchal (Portugal) | Medalla de bronce  | Individual         |